# 폴 발레리 몽펠리에 제3대학교
폴 발레리 몽펠리에 제3대학교(프랑스어: Université Montpellier III Paul Valéry)는 프랑스 몽펠리에에 위치한 공립 대학으로 몽펠리에 대학교 시스템에 속해 있다. 예술, 문학, 인문학, 사회과학 분야의 대학 및 대학원으로 구성되어 있으면서 문예, 언어, 인문학 분야에 역점을 두고 있다. 교명은 프랑스의 작가 폴 발레리(Paul Valéry)를 기리는 의미에서 지은 것이다.

## 같이 보기
- 몽펠리에 대학교
- 몽펠리에 제1대학교
- 몽펠리에 제2대학교